# Sanglant Voyage scolaire
Pour plus de détails, voir Fiche technique et Distribution.
Sanglant Voyage scolaire (Killer's Moon) est un film d'épouvante britannique réalisé par Alan Birkinshaw et sorti en 1978.
Le scénario est écrit par Birkinshaw, avec des dialogues non crédités écrits par sa sœur romancière, Fay Weldon. Le film suit un groupe d'écolières appartenant à une chorale intinérante qui sont terrorisées par quatre patients psychiatriques évadés sous LSD alors qu'elles séjournent dans un hôtel isolé du Lake District au nord-ouest de l'Angleterre.

## Synopsis
Un autocar rempli d'écolières tombe en panne dans le Lake District en Cumbria, obligeant les jeunes filles à se réfugier pour la nuit dans un hôtel isolé. Pendant ce temps, des actes de violence étranges et macabres sont perpétrés sur les habitants et leurs animaux domestiques par quatre malades mentaux évadés — M. Smith, M. Trubshaw, M. Muldoon et M. Jones — qui ont été drogués au LSD dans le cadre de leur traitement. Les quatre hommes, qui errent dans la région, sont convaincus de vivre un rêve commun dans lequel ils sont libres de se livrer à leurs fantasmes déments de viol et de meurtre.
Après que les filles ont été emmenées à l'hôtel, un garde-chasse est sauvagement assassiné à l'aide d'une hachette. Peu après, Jones s'en prend à l'une des gardiennes de l'hôtel, qui parvient à le frapper au visage avant qu'il ne l'étrangle. Pendant ce temps, l'une des filles, Sandy, découvre le corps du garde-chasse dans les bois et rencontre Mike, un touriste bienveillant qui campe dans les environs avec ses amis, Julie et l'Américain Pete. Les deux hommes tentent de calmer Sandy, puis retrouvent Julie dans un état second, attaquée par les quatre patients évadés.
Pendant ce temps, les huit autres filles répètent leur récital avant d'aller se coucher. Mary s'aventure en bas où elle trouve Smith, Trubshaw et Muldoon qui ont tué l'un des chaperons. Une autre des chaperonnes, Mme Hargreaves, trouve Smith en train d'agresser sexuellement Mary, mais ils la tuent lorsqu'elle tente d'intervenir, et neutralisent la chaperonne Miss Lilac au passage. Jones arrive à l'hôtel pendant la mêlée. Anne, Elizabeth et Agatha, découvrant l'invasion, se barricadent dans leur chambre.
Pendant que Mike va chercher un fusil de chasse dans sa voiture, Pete se rend à pied à l'hôtel, cherchant de l'aide, et il est confronté à M. Jones, qui l'attaque. Peu après, les quatre agresseurs, qui tiennent toujours Mary en captivité, tentent de faire sortir Anne, Elizabeth et Agatha de leur chambre en criant qu'un incendie s'est déclaré dans l'hôtel. Pete trouve deux autres filles dans leur chambre et les aide à s'échapper par une fenêtre à l'étage. Agatha nargue M. Trubshaw, le distrayant pendant que ses amies s'échappent et se cachent dans les bois. Pete tente d'attirer M. Jones loin des filles, mais il les poursuit et les sépare, finissant par en étrangler une au bord du lac.
Jones tombe sur le campement où Sandy et Julie, terrifiées, se cachent dans une tente, mais il est tué par un Doberman Pinscher à trois pattes que les hommes avaient récemment mutilé. Mike arrive et ordonne à Sandy et Julie de partir en direction du village. Mike retrouve Pete à l'hôtel où Smith, Trubshaw et Muldoon sont en train de violer Anne. Smith se rend compte que les hommes ne sont pas dans un rêve, ce qu'il déclare à Trubshaw et Muldoon. Pete, quant à lui, cache les filles au sous-sol, où les agresseurs ne tardent pas à les retrouver.
Un incendie se déclare dans la cave, détournant les hommes et permettant aux filles de s'enfuir avec Mike, tandis que Smith, croyant à nouveau être dans un rêve, se laisse brûler jusqu'à ce que mort s'ensuive. Les filles sont escortées par Mike jusqu'à une grange, tandis que Pete retourne à l'hôtel pour sauver Miss Lilas et obtenir le fusil de Mike. Pete est confronté à Trubshaw, qui lui tire dessus, le blessant. Trubshaw poursuit Pete dans les bois et tente de le poignarder à mort, mais il est tué par Agatha, qui est venue à son secours armée d'une faucille.
À l'aube, Miss Lilas, qui a repris conscience, trouve le cadavre brûlé de Smith dans la cave. Mike et Julie tombent sur la scène peu après et trouvent Muldoon accroché au corps de Smith. Agatha raccompagne Pete, blessé, à l'hôtel. Pete, Agatha, Miss Lilas, Mike et Julie se tiennent devant l'hôtel, hébétés, à l'arrivée d'un officier de police.

## Fiche technique
- Titre français : Sanglant Voyage scolaire ou Un voyage scolaire épouvantable[1]
- Titre original : Killer's Moon
- Réalisation : Alan Birkinshaw
- Scénario : Alan Birkinshaw, Fay Weldon
- Photographie : Arthur Lavis (en)
- Montage : David White
- Musique : John Carter (en), Derek Warne
- Décors : Carolyn Scott
- Production : Alan Birkinshaw, Gordon Keymer
- Société de production : Rothernorth Films
- Pays de production :  Royaume-Uni
- Langue originale : anglais britannique
- Format : Couleurs - 1,85:1 - Mono
- Genre : Film d'épouvante
- Durée : 90 minutes
- Date de sortie :
  - Royaume-Uni : 10 décembre 1978
  - France : 3 avril 1980[1]

## Distribution
- Tom Marshall (en) : Mike
- Jane Hayden (en) : Julie
- Anthony Forrest : Pete
- Alison Elliott : Sandy
- Georgina Kean : Agatha
- JoAnne Good (en) : Mary
- Nigel Gregory : M. Smith
- David Jackson (en) : M. Trubshaw
- Paul Rattee : M. Muldoon
- Peter Spraggon : M. Jones
- Jayne Lester : Elizabeth
- Lisa Vanderpump : Anne
- Debbie Martyn : Deirdre
- Christine Winter (sous le nom de « Christina Jones ») : Carol
- Lynne Morgan : Sue
- Jean Reeve : Mme Hargreaves
- Elizabeth Counsell (en) : Mlle Lilac
- Hilda Braid : Mme May
- Chubby Oates (en) : le chauffeur de bus
- James Kerry : le psychiatre
- Hugh Ross : le ministre

## Production
Au milieu et à la fin des années 1970, des réalisateurs anticonformistes tels que Pete Walker et Norman J. Warren ont tenté de donner un peu de piment au genre des films d'épouvante britanniques. Ces films seront plus tard surnommés « Nouvelle vague » d'horreur britannique, car ils repoussent les fautes de goût autant que possible dans le cadre du régime strict du British Board of Film Classification. Ils se déroulent dans la Grande-Bretagne moderne des années 1970 et sont centrés sur des protagonistes âgés de 20 à 30 ans, ce qui les différencie des films d'épouvante d'époque de la Hammer Film Productions qui les ont précédés. Alan Birkinshaw avait commencé sa carrière dans la publicité, avant de réaliser et de produire Le Maniaque sexuel en 1974, et considérait la réalisation de films d'horreur comme une progression naturelle. « Nous avons pensé que le genre du film d'épouvante était plus adapté au marché que celui de la comédie érotique », a-t-il déclaré à Creeping Flesh en 2003. Le film de Birkinshaw a été cité comme combinant des éléments d'Orange mécanique (1971) de Stanley Kubrick, du film américain sordide et culte Carnal Madness (en) (1974) de Gregory Corarito (sortie en Grande-Bretagne sous le titre The Sizzlers) et de comédies telle que Allez-y sergent ! (1958) de Gerald Thomas. Cependant, en ajoutant une (fausse) cruauté envers les animaux et un traitement désinvolte du viol, Birkinshaw a créé ce qui a été décrit dans le livre de Matthew Sweet, Shepperton Babylon, comme le film de plus mauvais goût de l'histoire du cinéma britannique. Il a été catalogué comme un slasher.
Sanglant Voyage scolaire a été tourné hors saison à Armathwaite Hall dans le Lake District. La distribution comprend David Jackson, Jane Hayden (sœur de l'actrice culte Linda Hayden), JoAnne Good (en), la future restauratrice Lisa Vanderpump, Hilda Braid, l'humoriste Chubby Oates (en) et Hannah, le chien à trois pattes. Hannah, le chien à trois pattes du film, était à l'origine un chien qui avait perdu une patte à la suite d'un coup de fusil reçu lors d'un vol à main armée. Elle a ensuite reçu la Croix de Victoria canine pour sa bravoure.

## Exploitation
Sanglant Voyage scolaire est sorti en salles à Londres le 8 décembre 1978,. Il a été projeté aux côtés de La Loi de la haine en tant que film d'accompagnement. Il a également été projeté dans certains cinémas en tant que film d'accompagnement du film Légitime Violence, réalisé par William Devane en 1977.

### Censure
Sanglant Voyage scolaire a fait l'objet d'une controverse de la part de l'organisme de censure de British Board of Film Classification (BBFC), notamment en raison de la représentation de viols impliquant des mineurs. L'actrice Jayne Lester, dont le personnage est agressé sexuellement dans le film, a été obligée par le BBFC de fournir son certificat de naissance pour prouver qu'elle avait plus de 16 ans lorsque le film a été tourné. En outre, la société de production, Rothernorth Films, a été sommée de fournir la preuve qu'aucun animal n'avait été maltraité pendant le tournage du film, étant donné qu'il montre la maltraitance et la mutilation d'un chat et d'un chien à trois pattes. Une fois ces conditions remplies, le film a reçu la classification X,.